# Adolphe Segond de Vaublanc
Henri-Martial-Adolphe Segond, dit, Adolphe comte de Vaublanc, 2e baron Viénot de Vaublanc et de l'Empire, né en 1808 et mort en 1846, est un aristocrate et jockey français du XIXe siècle.
Adolphe est le petit-fils du comte de Vaublanc par la fille de ce dernier, Laurence, après le remariage de sa mère en 1820, il a pour beau-père  George Charles Potter (1782-1858), fils du fameux manufacturier en porcelaine de Chantilly et ancien membre du Parlement britannique Christophe Potter (1750-1817). Par décret impérial et lettres patentes du 1er janvier 1813, il est désigné comme l'héritier du titre de baron d'Empire de son grand-père.
En 1832, il hérite en partie de son oncle le général de brigade Jacques Marie Blaise de Segond de Sederon.
Selon la necrologie du vicomte Walsh: Légitimiste, Vaublanc rend plusieurs fois visite au comte de Chambord alors en exil.
Il est l'un des membres fondateurs du Jockey Club de Paris en juin 1834. Il est l'un des rédacteurs des statuts du club
Selon la Revue britannique, il est avec Anne-Édouard Denormandie, l'un des meilleurs cavaliers français des années 1830. Sa jument est Mayfly fille du cheval Cannon ball.
Sa course de prédilection est le steeple chase.
Le 1er avril 1834, Vaublanc remporte le steeple chase de Jouy-en-Josas en présence des ducs d'Orléans et de Nemours.
Le comte de Vaublanc meurt à 38 ans, en juillet 1846, des suites d'une chute de cheval à Cauterets. Il est le dernier représentant de la famille Segond.
Un prix hippique, le prix Vaublanc se déroulant à Chantilly porte son nom.

Selon la nécrologie du journal l'Artiste

« c'était un homme jeune encore rempli d'instruction, brave, généreux. »

## Sources
- La Mode: revue des modes, vicomte Walsh, p. 208, 1846. Lire en ligne

- Revue britannique, Dondey-Dupré, père et fils., p.344, 1841. Lire en ligne

- La vie parisienne à travers le XIXe siècle: Paris de 1800 à 1900 d'après les estampes et les mémoires du temps, Volume 2, Charles Simond, Paul Adolphe van Cleemputte. Plon, Nourrit, pp.87 à 89, 1900. Lire en ligne sur Google Books, Lire en ligne sur Gallica

- Journal des femmes (Paris. 1840) - 1840-1851.
- Patrice Valfré, C. Potter le potier révolutionnaire et ses manufactures de Paris, Chantilly, Montereau.. , 2012.

- Dictionnaire historique et héraldique de la noblesse, Dayre de Mailhol, 1896. p.768.
- L'Artiste,1846, p. 46. Lire en ligne

- La Presse,16 juillet 1846.https://www.retronews.fr/journal/la-presse/16-juillet-1846/126/1012389/2?from=%2Fsearch%23allTerms%3DArthur%2520Vaublanc%2520%26sort%3Dscore%26publishedBounds%3Dfrom%26indexedBounds%3Dfrom%26page%3D3%26searchIn%3Dall%26total%3D1036&index=52]